# Angreau
Angreau est une section de la commune belge de Honnelles, située en Région wallonne dans la province de Hainaut. C'était une commune à part entière avant la fusion des communes de 1977.

## Évolution démographique
- Sources : INS, Rem. : 1831 jusqu'en 1970 = recensements, 1976 = nombre d'habitants au 31 décembre.

## Histoire
La mention la plus ancienne que l'on trouve de cette localité est Angrellum (latin : petit Angre). Au premier Moyen Âge, Angreau faisait partie du fief d'Angre dont il était probablement une dépendance avec une tour fortifiée.
Angreau devient une commune à partir de 1250.
Le domaine seigneurial d'Angreau passa dans le cours du XVe siècle aux de Grimberghe, aux Jauche-Mastaing, aux Roggendorf, aux de Bette ou de Beths et enfin aux de Croix de Clerfayt. 
Le 22 juin 1607, Jean Bette, chevalier,  seigneur d'Angreau, Autreppe, Péronne, Lède, etc., bénéficie de l'érection en baronnie de la terre de Lède, avec adjonction de la terre de Hollebecque, par lettres données à Bruxelles. Jean Bette a eu l'honneur de recevoir le serment des archiducs Albert et Isabelle lors de leur joyeuse entrée à Gand.
Après la Révolution française, la famille de Talouet racheta l'héritage des Croix de Clerfayt.

## Patrimoine et culture

### Patrimoine architectural

#### Ferme du seigneur
La ferme du Seigneur est un important quadrilatère reconstruit au XIXe siècle. Le logis est doté d'une entrée principale basse avec montants harpés, portant un linteau droit surmonté de deux blasons.

#### Eglise Saint-Amand
Quant à l'église, dédiée à saint Amand, elle était dès 1139 à la collation du chapitre de Sainte-Croix de Cambrai. La partie supérieure de la tour est un ajout postérieur ; elle porte le millésime 1598.
L'église actuelle, que l'on dit bâtie par les moines de Cambrai en 1778, est de style classique. La structure du clocher est unique dans la région[réf. nécessaire].

## Vie associative

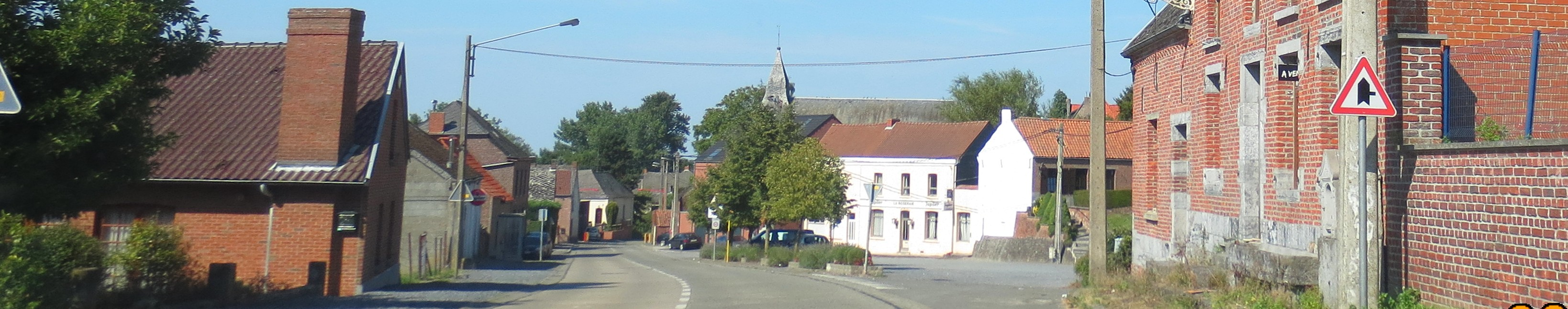
Vue panoramique.